# Heinkel HD 35
L'Heinkel HD 35 fu un monomotore da addestramento biplano sviluppato dall'azienda aeronautica tedesca Ernst Heinkel Flugzeugwerke negli anni venti.
Derivato dal precedente HD 29 venne realizzato su richiesta della Svenska Flygvapnet, l'aeronautica militare svedese, e ridesignato dalla stessa Sk 5, ma a causa delle sue modeste prestazioni non venne avviato alla produzione in serie.

## Storia del progetto
Nel corso dei primi anni venti lo Svenska armén, l'esercito svedese, si trovò costretto a pianificare la sostituzione degli Albatros B.II, identificati in base al sistema di designazione Sk 1 (da Skolflygplan, "aereo da addestramento" in svedese), che equipaggiavano le proprie scuole di volo per la formazione dei nuovi piloti da destinare alle Flygkompaniet. A tale scopo le autorità militari svedesi contattarono la Heinkel Flugzeugwerke con la quale, nel 1935, stipularono un contratto per la fornitura di un velivolo adatto allo scopo, ancor prima di iniziarne la costruzione, valutando l'opportunità di acquistarne una licenza per produrlo localmente presso la Svenska Aero.
L'ufficio tecnico dell'azienda disegnò un progetto di un velivolo dall'aspetto convenzionale che riproponeva l'impostazione dei pari ruolo sviluppati nello stesso periodo, un monomotore, in configurazione traente, biposto con abitacoli in tandem, velatura biplana e carrello fisso. Il prototipo, identificato dall'azienda come HD 35 ed equipaggiato con un oramai sorpassato motore Mercedes D.II, venne portato in volo per la prima volta nel corso del 1926.
Acquistato nel corso di quell'anno dallo Svenska armén, venne presentato alla commissione dell'esercito dove venne valutato con i concorrenti Avro 504N e Gloster Grouse presso l'F 3 Malmslätt. Il prototipo che, in base al sistema di designazione venne identificato Sk 5, nelle prove in volo che si susseguirono, benché risultato il più promettente tra i tre, non riuscì a risultare pienamente soddisfacente e le autorità militari svedesi non ritennero di avviare il modello alla produzione in serie.

## Impiego operativo
Dopo le prove l'Sk 5 venne trasferito presso la F 5 Ljungbyhed dove venne principalmente usato da Skapar Arvid Flory come aereo personale.
Il 1º luglio 1926 venne istituita ufficialmente la Svenska Flygvapnet, l'aeronautica militare svedese che da quel momento divenne una forza armata indipendente e che prese in carico il modello mantenendolo in servizio fino al 1929. Una volta radiato con 199 h di volo al suo attivo venne ceduto al tenente Anders Wentzer. Nel 1931 venne immatricolato nel CESparre acquisendo le marche civili SE-SAM per essere infine rimosso dal registro nel 1940. Il velivolo venne dimenticato per molti anni in un granaio nei pressi di Jönköping, quando finalmente Svedino, nome d'arte dell'illusionista Lennart Svedfelt, lo trovò e ne prese possesso per esporlo nel museo di storia militare che aveva fondato nel 1961, lo Svedinos Bil- och Flygmuseum di Ugglarp, nel comune di Falkenberg. Successivamente il velivolo venne trasferito al Flygvapenmuseum, il museo dell'aeronautica militare svedese che ha sede nella Malmens flygplats, base aerea sita a Malmslätt, località nel comune di Linköping.

## Utilizzatori
Svezia
- Svenska Flygvapnet